# 다이마루

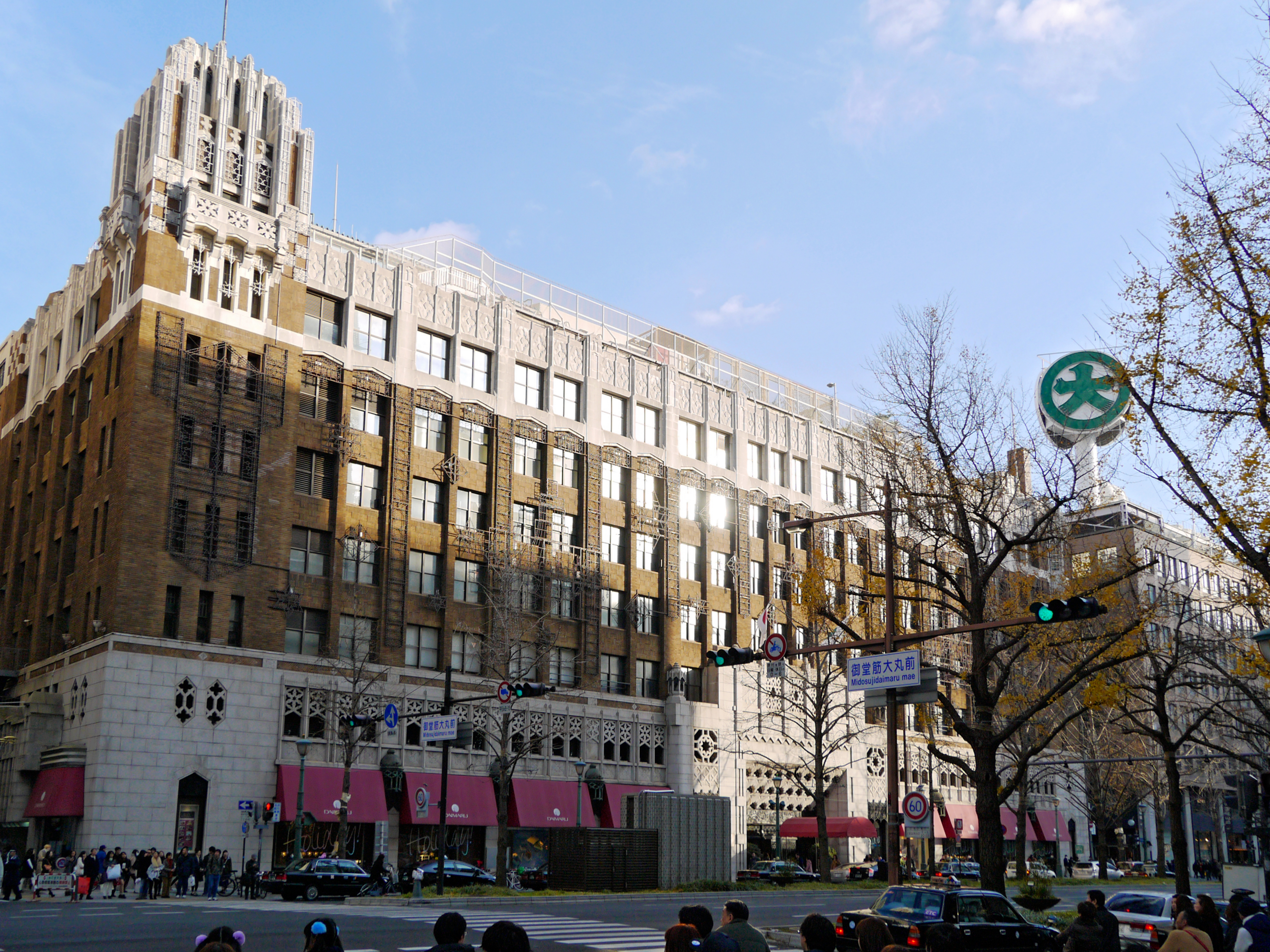
신사이바시의 본점

다이마루(일본어: 大丸, 영어: DAIMARU)는 J. 프론트 리테일링 그룹이 운영하는 일본의 백화점이다.

## 지점
- 신사이바시점(오사카시) : 오사카시 주오구 신사이바시 위치해있다. 1726년에 마쓰아라는 이름으로 개점했다. 다이마루 본점이다.
- 우메다점(오사카시) : 오사카시 키타구 우메다에 위치해있다. 1983년에 개점했다. 오사카역의 남쪽에 위치해있다.
- 교토점(교토시) : 교토시 시모교구에 위치해있다. 1912년에 개점했다. 가라스마역 북서쪽에 위치해있다.